# Mark A. Z. Dippé
Mark A. Z. Dippé, geboren als Mark Earnest Dippé (* 9. November 1956 in Tokio Japan) ist ein japanisch-amerikanischer Filmregisseur und Filmproduzent.
Sein Debüt als Regisseur gab er 1997 mit dem Film Spawn, der Verfilmung des gleichnamigen Comics.

## Filmografie (Auswahl)
- 1997: Spawn
- 2004: Der perfekte Rockstar (Pixel Perfect)
- 2004: Halloweentown III: Halloweentown Highschool (Halloweentown High)
- 2004: Frankenfish
- 2006: Happy Fish – Hai-Alarm und frische Fische (Shark Bait)
- 2007: Garfield – Fett im Leben (Garfield Gets Real)
- 2008: Garfield – Fun Fest (Garfield's Funfest)
- 2009: Garfield – Tierische Helden (Garfield's Pet Force)
- 2022: Marmaduke (Regie und Produktion)